# Le Virginien (film)
Pour les articles homonymes, voir The Virginian.
Pour plus de détails, voir Fiche technique et Distribution.
Le Virginien ou Le Cavalier de Virginie (The Virginian) est un western américain en noir et blanc réalisé par Victor Fleming, sorti en 1929.

## Synopsis
Molly Wood arrive dans une petite ville pour y être enseignante. Le Virginien est le contremaître d'un ranch local, et Steve est son meilleur ami. Ils deviennent bientôt rivaux pour conquérir Molly. Steve entre en contact avec les "mauvais gars" menés par Trampas, et vole son bétail. En tant que contremaître, le Virginien doit donner l'ordre de pendre son ami Steve. Les trampas s'éloignent mais reviennent pour une confrontation décisive dans les rues de la ville...

## Fiche technique
- Titre original : The Virginian
- Réalisation : Victor Fleming
- Assistant réalisateur : Henry Hathaway
- Scénario : Howard Estabrook d'après une histoire de Kirk La Shelle et Owen Wister
- Adaptation : Grover Jones et Keene Thompson (en)
- Dialogues : Edward E. Paramore Jr. (en)
- Musique : Karl Hajos (non crédité)
- Photographie : J. Roy Hunt et Edward Cronjager (non crédité)
- Montage : William Shea (non crédité)
- Producteur : B. P. Schulberg et Louis D. Lighton (en)
- Société de production : Paramount Pictures
- Pays de production :  États-Unis
- Langue : anglais
- Format : Noir et blanc - Son : Mono (Western Electric System)
- Genre : Western
- Durée : 91 minutes
- Date de sortie :
  - États-Unis : 9 novembre 1929

## Distribution
- Gary Cooper : « Le Virginien » (« The Virginian » en VO)
- Walter Huston : Trampas
- Richard Arlen : Steven « Steve »
- Mary Brian : Molly Stark Wood
- Helen Ware : Mme « Ma » Taylor
- Chester Conklin : Oncle « Pa » Hughey
- Eugene Pallette : « Honey » Wiggin
- Victor Potel : « Nebrasky »
- E. H. Calvert : Juge Henry

Acteurs non crédités
- Ed Brady : Greasy
- Nina Quartero : Jeune femme au bar
- Randolph Scott : Cavalier